# Äänekoski
Äänekoski – miasto w Finlandii, położone w centralnej części kraju, należące do prowincji Finlandia Zachodnia.

## Położenie
Miasto ma powierzchnię 885 km². Liczba mieszkańców wynosi 18 851 osób, zaś gęstość zaludnienia 21,3 os./km² (dane z roku 2018). Dojazd samochodem do lotniska Jyväskylä zajmuje około 20 minut.

## Gospodarka
Przemysł w Äänekoski w dużej mierze opiera się na przetwarzaniu drewna, którego duże ilości zapewniają pobliskie lasy. Rozwój gospodarczy miasta zapewniają też małe przedsiębiorstwa związane z nowymi technologiami, które są przyjazne dla środowiska. Tutejsze młyny wykorzystywały kiedyś silny prąd rzeczny, co spowodowało osiedlenie się kolejnych partii osadników.
19 marca 2004 roku pod Äänekoski wydarzył się najtragiczniejszy w historii Finlandii wypadek drogowy, w którym zginęły 23 osoby.